# Фильмография братьев Люмьер

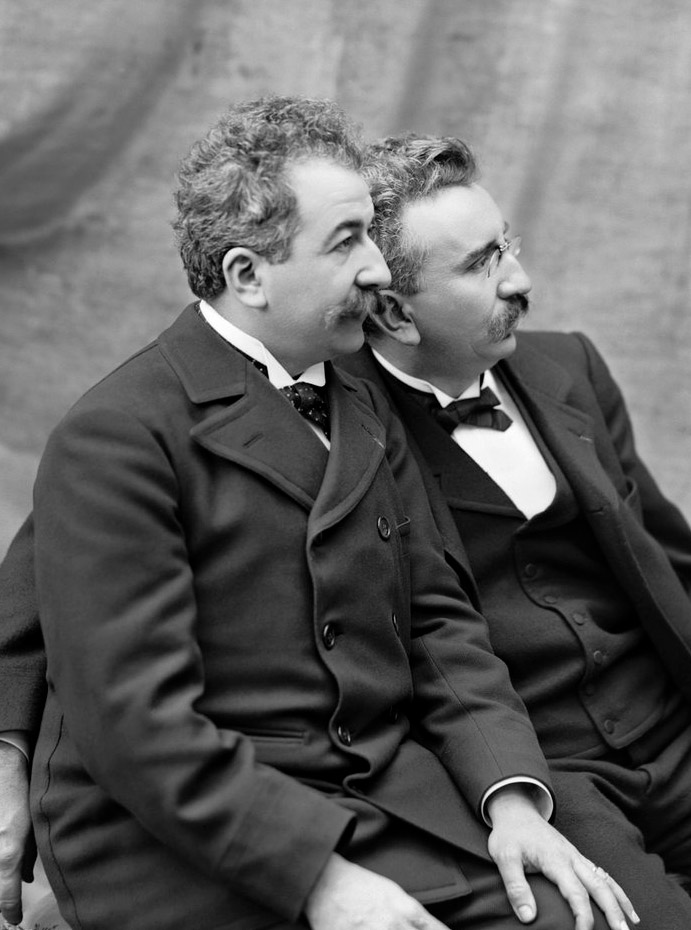
Огюст (слева) и Луи Люмьеры

Бра́тья Люмье́р считаются создателями кинематографа. Младший брат Луи является изобретателем запатентованного в феврале 1895 года аппарата «Синематограф», предназначенного как для съёмки, так и для демонстрации отснятого материала. Старший брат Огюст — организатор бизнеса предприятия. В течение весны—осени 1895 года братьями было создано и показано на различных закрытых мероприятиях несколько коротких (менее минуты) фильмов, а 28 декабря 1895 года в Париже на бульваре Капуцинок состоялся первый общедоступный платный киносеанс.
В течение 1896—1897 года братья Люмьер занимались продажей аппаратов «Синематограф» и киноплёнки, а также дистрибуцией киноматериалов различных операторов, созданных для фирмы «Люмьер». Гораздо меньше времени они уделяли самостоятельным съёмкам. Уже в 1897 году под давлением конкуренции Луи полностью прекратил заниматься киносъёмками как бизнесом, продал все принадлежавшие ему патенты в области кинематографа и посвятил себя другим проектам.
В 1896—1905 годах издавался «Общий каталог позитивных кинематографических видов из коллекции Люмьер» (фильмы именовались «видами», фр. vue). В каталоге не указывались имена авторов, а на самих плёнках не было титров, так что установить авторство конкретного «вида» было затруднительно. За два года до смерти Луи Люмьера, в 1946 году историк кинематографа Жорж Садуль встретился с ним и получил от создателя кино экземпляр «Каталога видов…», на котором вручную были отмечены фильмы, снятые непосредственно братьями Люмьер. В 1997 году исследователями Мишель Обер и Жаном-Клодом Сегеном с соавторами был подготовлен объёмистый труд, описывавший все фильмы, созданные как самими братьями Люмьер, так и другими операторами по их заказу — для определения авторства был взят список Садуля. В 2015 году на основе книги с разрешения её авторов был создан веб-сайт «Каталог Люмьер».
Всего в «Каталогах видов…» за разные годы содержатся 1428 (по другим данным — 1423) фильмов, из которых сохранились 1418. Помимо этого, известны около 800 некаталогизированных плёнок. Из этого огромного количества непосредственно создателями кинематографа было снято около 70 — причём Огюст создал лишь один фильм «Сорняки», автором всех остальных был Луи.
Сохранением наследия братьев Люмьер занимается созданный в 1982 году в Лионе Институт Люмьер. В 1995 году, к 100-летию первого публичного показа, правительством Франции была начата программа по распространению творчества Люмьеров. С этого момента около 350 фильмов, созданных ими и по их заказу, после векового перерыва стали доступны зрителям: они были выпущены на DVD или выложены в интернет. Однако три четверти творческого наследия основоположников кинематографа по-прежнему недоступны. Бо́льшая часть фильмов из коллекции Люмьеров на начало XXI века хранится в Национальной библиотеке Франции или во Французском киноархиве.
Ниже приводится фильмография братьев Луи и Огюста Люмьеров: в ней отображены все фильмы, включённые в «Каталог видов…», а также некаталогизированные фильмы, участвовавшие в первом платном показе. Фильмы отсортированы по дате премьерного показа.
| Вид  | Фильм | Название                                                                                     | Дл-сть  | Дата и место съёмки                                                             | Дата и место премьеры                                     | 1-й сеанс |                                             |
| ---- | ----- | -------------------------------------------------------------------------------------------- | ------- | ------------------------------------------------------------------------------- | --------------------------------------------------------- | --------- | ------------------------------------------- |
| —    |       | Вольтижировка La voltige                                                                     | 43 сек. | весна 1895, казармы Пар-Дьё, Лион                                               | 10 и 12 июня 1895, Лион                                   | Да, 2     | [ 8 ] [ 9 ] [ 10 ] [ Комм 4 ]               |
| 91-1 |       | Выход рабочих с фабрики La sortie de l’usine Lumière à Lyon                                  | 45 сек. | 26 мая 1895, фабрика Люмьер, Монплезир, Лион                                    | 10 июня 1895, Лион                                        | Да, 1     | [ 8 ] [ 11 ] [ 12 ] [ Комм 5 ]              |
| 88   |       | Завтрак младенца Repas de bébé                                                               | 40 сек. | между 22 марта и 10 июня 1895, вилла Люмьер, Монплезир, Лион                    | 10 июня 1895, Лион                                        | Да, 7     | [ 8 ] [ 11 ] [ 16 ]                         |
| 369  |       | Ловля золотых рыбок Pêche aux poissons rouges                                                | 43 сек. | между 22 марта и 10 июня 1895, вилла Люмьер, Монплезир, Лион                    | 10 июня 1895, Лион                                        | Да, 3     | [ 8 ] [ 11 ] [ 17 ]                         |
| 128  |       | Площадь Корделье в Лионе La place des Cordeliers à Lyon                                      | 40 сек. | 10 мая 1895, площадь Корделье, Лион                                             | 10 июня 1895, Лион                                        | Да, 9     | [ 8 ] [ 15 ] [ 18 ] [ Комм 5 ]              |
| 99-1 |       | Политый поливальщик Le jardinier (l’Arroseur arrosé)                                         | 45 сек. | между 22 марта и 10 июня 1895, вилла Люмьер, Монплезир, Лион                    | 10 июня 1895, Лион                                        | Да, 6     | [ 8 ] [ 19 ]                                |
| —    |       | Прибытие делегатов на фотоконгресс в Лионе Le débarquement du Congrès de photographie à Lyon | 44 сек. | 11 июня 1895, набережная Пастер, Нёвиль-сюр-Сон                                 | 12 июня 1895, Лион                                        | Да, 4     | [ 8 ]                                       |
| —    |       | Прыжок через одеяло Le saut à la couverture                                                  | 41 сек. | весна 1895, казармы Пар-Дьё, Лион                                               | 12 июня 1895, Лион                                        | Да, 8     | [ 8 ] [ 10 ] [ 20 ] [ Комм 6 ]              |
| 11   |       | Морское купание La mer (Baignade en mer)                                                     | 33 сек. | между 11 июля и 21 сентября 1895, Ла-Сьота                                      | 21 сентября 1895, имение Люмьеров «Кло де пляж», Ла-Сьота | Да, 10    | [ 8 ] [ 21 ] [ 22 ]                         |
| 51   |       | Кузнецы Forgerons                                                                            | 49 сек. | до 14 октября 1895, фабрика Люмьер, Монплезир, Лион                             | 14 октября 1895, Лион                                     | Да, 5     | [ 8 ] [ 18 ] [ 23 ]                         |
| 111  |       | Спор Discussion                                                                              | н/д     | между 4 и 28 декабря 1895, Монплезир, Лион                                      | 28 декабря 1895, Париж                                    | Нет       | [ 24 ] [ 25 ]                               |
| 118  |       | Фотограф Photographe                                                                         | 41 сек. | между 4 и 28 декабря 1895, Монплезир, Лион                                      | 26 января 1896, Лион                                      | Нет       | [ 26 ] [ 27 ]                               |
| 68   |       | Рыбаки, сматывающие сети Pêcheurs raccommodant les filets                                    | н/д     | между 16 января и 9 февраля 1896, Средиземное море, Франция                     | 9 февраля 1896, Лион                                      | Нет       | [ 28 ] [ 29 ]                               |
| 120  |       | Что посеешь, то и пожнёшь Un prêté pour un rendu                                             | н/д     | между 16 января и 9 февраля 1896, имение Люмьеров «Кло де пляж», Ла-Сьота       | 9 февраля 1896, Лион                                      | Нет       | [ 29 ] [ 30 ]                               |
| 1    |       | Вращающиеся тарелки Assiettes tournantes                                                     | 45 сек. | между 16 января и 9 февраля 1896, имение Люмьеров «Кло де пляж», Ла-Сьота       | 20 февраля 1896, Политехнический институт, Лондон         | Нет       | [ 31 ] [ 32 ]                               |
| 90   |       | Змея Serpent                                                                                 | н/д     | между 16 января и 9 февраля 1896, имение Люмьеров «Кло де пляж», Ла-Сьота       | 20 февраля 1896, Политехнический институт, Лондон         | Нет       | [ 32 ] [ 33 ]                               |
| 73   |       | Игра в карты Partie d’écarté                                                                 | 53 сек. | между 16 января и 9 февраля 1896, имение Люмьеров «Кло де пляж», Ла-Сьота       | 20 февраля 1896, Политехнический институт, Лондон         | Нет       | [ 34 ] [ 35 ]                               |
| 105  |       | Видоизменяемая шляпа Chapeaux à transformation                                               | 46 сек. | между 16 января и 9 февраля 1896, имение Люмьеров «Кло де пляж», Ла-Сьота       | 23 февраля 1896, Лион                                     | Нет       | [ 36 ] [ 37 ]                               |
| 40-1 |       | Снос стены Démolition d’un mur                                                               | 44 сек. | до 6 марта 1896, фабрика Люмьер, Монплезир, Лион                                | 6 марта 1896, Фото-Клуб, Лион                             | Нет       | [ 38 ] [ 39 ]                               |
| 40-2 |       | Снос стены Démolition d’un mur                                                               | 44 сек. | до 6 марта 1896, фабрика Люмьер, Монплезир, Лион                                | 6 марта 1896, Фото-Клуб, Лион                             | Нет       | [ 39 ] [ 40 ] [ Комм 7 ]                    |
| 82   |       | Детская ссора Querelle enfantine                                                             | 45 сек. | между 16 января и 7 марта 1896, имение Люмьеров «Кло де пляж», Ла-Сьота         | 7 марта 1896, Эмпайр-Театр, Лондон                        | Нет       | [ 41 ] [ 42 ]                               |
| 6    |       | Рубка дерева Abattage d’un arbre                                                             | н/д     | зима 1896, Монплезир, Лион                                                      | 8 марта 1896, Булонь-сюр-Мер                              | Нет       | [ 43 ] [ 44 ]                               |
| 3    |       | Аквариум Aquarium                                                                            | 48 сек. | начало 1896                                                                     | 22 марта 1896, Лион                                       | Нет       | [ 45 ] [ 46 ]                               |
| 2    |       | Мастерские в Ла-Сьота Ateliers de La Ciotat                                                  | 47 сек. | между 16 января и 22 марта 1896, док компании Messageries Maritimes, Ла-Сьота   | 22 марта 1896, Лион                                       | Нет       | [ 46 ] [ 47 ]                               |
| 63   |       | Столяры Menuisiers                                                                           | н/д     | начало 1896 Фабрика Люмьер, Монплезир, Лион                                     | 22 марта 1896, Лион                                       | Нет       | [ 46 ] [ 48 ]                               |
| 48   |       | Прогулка на лодке Embarquement pour la promenade                                             | н/д     | между 16 января и 5 апреля 1896, имение Люмьеров «Кло де пляж», Ла-Сьота        | 5 апреля 1896, Лион                                       | Нет       | [ 49 ] [ 50 ]                               |
| 132  |       | Биржа La Bourse                                                                              | н/д     | до 11 апреля 1896, авеню Канбьер, Марсель                                       | 13 апреля 1896, Марсель                                   | Нет       | [ 51 ] [ 52 ]                               |
| 74   |       | Игра в нарды Partie de tric-trac                                                             | 45 сек. | между 16 января и 13 апреля 1896, имение Люмьеров «Кло де пляж», Ла-Сьота       | 13 апреля 1896, Марсель                                   | Нет       | [ 52 ] [ 53 ]                               |
| 72   |       | Игра в шары Partie de boules                                                                 | 48 сек. | между 16 января и 13 апреля 1896, имение Люмьеров «Кло де пляж», Ла-Сьота       | 18 апреля 1896, Лион                                      | Нет       | [ 54 ] [ 55 ]                               |
| 22   |       | Концерт Concert                                                                              | 42 сек. | между 16 января и 18 апреля 1896, имение Люмьеров «Кло де пляж», Ла-Сьота       | 18 апреля 1896, Лион                                      | Нет       | [ 55 ] [ 56 ]                               |
| 107  |       | Механический мясник Charcuterie mécanique                                                    | 52 сек. | между 16 января и 18 апреля 1896, имение Люмьеров «Кло де пляж», Ла-Сьота       | 18 апреля 1896, Лион                                      | Нет       | [ 55 ] [ 57 ]                               |
| 57   |       | Спуск корабля на воду Lancement d’un navire                                                  | 31 сек. | 21 марта 1896, док фирмы Forges et chantiers de la Méditerranée, Ла-Сен-сюр-Мер | 18 апреля 1896, Лион                                      | Нет       | [ 55 ] [ 58 ]                               |
| 320  |       | Котёл Chaudière                                                                              | 40 сек. | между 16 января и 19 апреля 1896, порт Ла-Сьота                                 | 19 апреля 1896, Лилль                                     | Нет       | [ 59 ] [ 60 ]                               |
| 5    |       | Приезд на коляске Arrivée en voiture                                                         | 40 сек. | 16 января 1896, имение Люмьеров «Кло де пляж», Ла-Сьота                         | 21 апреля 1896, Бордо                                     | Нет       | [ 61 ] [ 62 ]                               |
| 70   |       | Ловля сардин Pêche aux sardines                                                              | 50 сек. | между 16 января и 9 февраля 1896, Средиземное море, Франция                     | 25 апреля 1896, Руан                                      | Нет       | [ 63 ] [ 64 ]                               |
| 32   |       | Отъезд на коляске Départ en voiture                                                          | н/д     | между 16 января и 21 апреля 1896, имение Люмьеров «Кло де пляж», Ла-Сьота       | 25 апреля 1896, Руан                                      | Нет       | [ 65 ] [ 66 ]                               |
| 49   |       | Ребёнок и собака Enfant et chien                                                             | н/д     | весна 1896 до 25 апреля, дом Кёлеров, Монплезир, Лион                           | 25 апреля 1896, Руан                                      | Нет       | [ 66 ] [ 67 ]                               |
| 62   |       | Кузнец Maréchal-ferrant                                                                      | 54 сек. | весна 1896, Ла-Сьота                                                            | 26 апреля 1896, Лион                                      | Нет       | [ 68 ] [ 69 ]                               |
| 10   |       | Лодка в море Barque en mer                                                                   | н/д     | между 16 января и 15 мая 1896, вероятно Ла-Сьота                                | 15 мая 1896, Нанси                                        | Нет       | [ 70 ] [ 71 ]                               |
| 85   |       | Возвращение с морской прогулки Retour d’une promenade en mer                                 | 40 сек. | между 16 января и 24 мая 1896, Ла-Сьота                                         | 24 мая 1896, Мадрид                                       | Нет       | [ 72 ] [ 73 ]                               |
| 91-2 |       | Выход рабочих с фабрики, II La sortie de l’usine Lumière à Lyon, II                          | 44 сек. | 10 марта 1896, фабрика Люмьер, Монплезир, Лион                                  | 10 июля 1896, Нью-Йорк                                    | Нет       | [ 13 ] [ 74 ] [ Комм 5 ] [ Комм 8 ]         |
| 129  |       | Площадь Белькур Place Bellecour                                                              | 40 сек. | весна 1896, площадь Белькур, Лион                                               | 14 июня 1896, Лион                                        | Нет       | [ 76 ] [ 77 ]                               |
| 33   |       | Старт велогонки Départ de cyclistes                                                          | 45 сек. | 12 июля 1896, дорога на Амберьё, Лион                                           | 24 июля 1896, Лион                                        | Нет       | [ 78 ] [ 79 ]                               |
| 94   |       | Сцена с детьми Scène d’enfants                                                               | н/д     | весна—лето 1896, дом Кёлеров, Монплезир, Лион                                   | 23 августа 1896, Лион                                     | Нет       | [ 80 ] [ 81 ]                               |
| 42   |       | Письмо наоборот Écriture à l’envers                                                          | 45 сек. | между 16 января и 9 февраля 1896, имение Люмьеров «Кло де пляж», Ла-Сьота       | 30 августа 1896, Лион                                     | Нет       | [ 82 ] [ 83 ]                               |
| 84   |       | Купание с плота Radeau avec baigneurs                                                        | 40 сек. | лето 1895, Ла-Сьота                                                             | 6 сентября 1896, Тулуза                                   | Нет       | [ 84 ] [ 85 ] [ 86 ] [ 87 ] [ Комм 9 ]      |
| 67   |       | Первые шаги младенца Premiers pas de bébé                                                    | 44 сек. | лето 1896, дом Кёлеров, Монплезир, Лион                                         | 6 сентября 1896, Лион                                     | Нет       | [ 88 ] [ 89 ]                               |
| 65   |       | Рынок Marché                                                                                 | н/д     | между 16 января и 12 сентября 1896, Марсель                                     | 12 сентября 1896, Перигё                                  | Нет       | [ 90 ] [ 91 ]                               |
| 55   |       | Урок езды на велосипеде Leçon de bicyclette                                                  | н/д     | 1896, Ла-Сьота                                                                  | 17 сентября 1896, Перигё                                  | Нет       | [ 92 ] [ 93 ] [ Комм 10 ]                   |
| 91-3 |       | Выход рабочих с фабрики, III La sortie de l’usine Lumière à Lyon, III                        | 39 сек. | 15 августа 1896, фабрика Люмьер, Монплезир, Лион                                | 4 октября 1896, Лион                                      | Нет       | [ 14 ] [ Комм 5 ] [ Комм 8 ]                |
| 86   |       | Обед кошек Repas des chats                                                                   | 37 сек. | 1896, дом Кёлеров, Монплезир, Лион                                              | 4 октября 1896, Лион                                      | Нет       | [ 94 ] [ 95 ]                               |
| 109  |       | Бег в мешках Course en sacs                                                                  | 45 сек. | осень 1896, не позднее 25 октября, Монплезир, Лион                              | 25 октября 1896, Булонь-сюр-Мер                           | Нет       | [ 96 ] [ 97 ]                               |
| 133  |       | Авеню Канбьер La Canebière                                                                   | 47 сек. | до 11 апреля 1896, авеню Канбьер, Марсель                                       | 20 ноября 1896, Марсель                                   | Нет       | [ 98 ] [ 99 ] [ Комм 11 ]                   |
| 64   |       | Сорняки Mauvaises herbes                                                                     | 47 сек. | между 16 января и 1 мая 1896, имение Люмьеров «Кло де пляж», Ла-Сьота           | 4 января 1897, Оксер                                      | Нет       | [ 100 ] [ 101 ] [ 102 ] [ 103 ] [ Комм 12 ] |
| 41   |       | Кошачий обед Déjeuner du chat                                                                | 44 сек. | до 11 апреля 1897, дом семьи Кёлеров, Монплезир, Лион                           | 11 апреля 1897, Лион                                      | Нет       | [ 104 ] [ 105 ]                             |
| 658  |       | Братик и сестрёнка Petit frère et petite soeur                                               | н/д     | лето 1897, дом Кёлеров, Монплезир, Лион                                         | 10 октября 1897, Лион                                     | Нет       | [ 106 ] [ 107 ]                             |
| 656  |       | Купание в море Bains en mer                                                                  | 44 сек. | лето 1897, имение Люмьеров «Кло де пляж», Ла-Сьота                              | 10 октября 1897, Лион                                     | Нет       | [ 107 ] [ 108 ]                             |
| 653  |       | Прибытие поезда на вокзал Ла-Сьота Arrivée d’un train à La Ciotat                            | 47 сек. | лето 1897, железнодорожная станция, Ла-Сьота                                    | 10 октября 1897, Лион                                     | Нет       | [ 109 ] [ 110 ] [ 111 ] [ 112 ] [ Комм 13 ] |
| 654  |       | Детское лакомство Le goûter des bébés                                                        | 42 сек. | лето 1897, имение Люмьеров «Кло де пляж», Ла-Сьота                              | 24 и 26 октября 1897, Лион                                | Нет       | [ 113 ] [ 114 ] [ 115 ]                     |
| 566  |       | Игра в теннис Une partie de lawn-tennis                                                      | н/д     | лето 1897, имение Люмьеров «Кло де пляж», Ла-Сьота                              | 24 октября 1897, Лион                                     | Нет       | [ 114 ] [ 116 ]                             |
| 659  |       | Детский хоровод Ronde enfantine                                                              | н/д     | лето 1897, дом Кёлеров, Монплезир, Лион                                         | 28 ноября 1897, Лион                                      | Нет       | [ 117 ] [ 118 ]                             |
| 757  |       | Пьеро и муха Pierrot et la mouche                                                            | н/д     | между 16 января и 9 февраля 1896, имение Люмьеров «Кло де пляж», Ла-Сьота       | 20 февраля 1898, Лион                                     | Нет       | [ 119 ] [ 120 ]                             |
| 1101 |       | Играющий кот Le chat qui joue                                                                | н/д     | 1897—начало 1899, Монплезир, Лион                                               | 14 июля 1899, Лион                                        | Нет       | [ 121 ] [ 122 ]                             |
| 43   |       | Детские игрушки Enfants aux jouets                                                           | н/д     | лето 1897, вилла Люмьер, Монплезир, Лион                                        | прокатное удостоверение получено в Лионе 22 октября 1897  | Нет       | [ 123 ] [ 124 ] [ 125 ] [ Комм 14 ]         |
| 9    |       | Лодка, выходящая из порта Barque sortant du port                                             | 45 сек. | лето 1897, Ла-Сьота                                                             | прокатное удостоверение получено в Лионе 22 октября 1897  | Нет       | [ 126 ] [ Комм 15 ]                         |
| 194  |       | Вольтижировка Voltige                                                                        | 39 сек. | весна 1896, казармы Пар-Дьё, Лион                                               | нет данных                                                | Нет       | [ 9 ] [ Комм 16 ]                           |
| 91-4 |       | Выход рабочих с фабрики, IV La sortie de l’usine Lumière à Lyon, IV                          | н/д     | февраль 1897, фабрика Люмьер, Монплезир, Лион                                   | нет данных                                                | Нет       | [ 75 ] [ Комм 8 ]                           |
| 657  |       | Душ после купания Douche après le bain                                                       | 50 сек. | лето 1897, терраса имения Люмьеров «Кло де пляж», Ла-Сьота                      | нет данных                                                | Нет       | [ 127 ]                                     |
| 668  |       | Жонглёр мячом Jongleur au ballon                                                             | н/д     | между 16 января и 9 февраля 1896, имение Люмьеров «Кло де пляж», Ла-Сьота       | нет данных                                                | Нет       | [ 128 ]                                     |
| 89   |       | Семейный обед Repas en famille                                                               | 40 сек. | лето 1896, дом Кёлеров, Монплезир, Лион                                         | нет данных                                                | Нет       | [ 129 ]                                     |
| 1102 |       | Умывание собачки La toilette du petit chien                                                  | 51 сек. | 1900—январь 1901, дом Кёлеров, Монплезир, Лион                                  | нет данных                                                | Нет       | [ 130 ]                                     |

## Комментарии
1. ↑  фр. Catalogue général des vues cinématographiques positives de la collection Lumière.
2. ↑  фр. Bibliothèque nationale de France.
3. ↑  фр. Archives Françaises du Film.
4. ↑  Весной 1896 был сделан ремейк этого фильма, вошедший в «Каталог видов…» под № 194[9].
5. 1 2 3 4  Точная датировка съёмки была произведена в результате анализа теней от архитектурных элементов[12][13][14][15].
6. ↑  Весной 1896 года неизвестным оператором по заказу братьев Люмьер был сделан ремейк, который вошёл в «Каталог видов…» под № 192[20].
7. ↑  Пущенная задом на перёд версия предыдущего вида.
8. 1 2 3  Ремейк известного фильма 1895 года, открывавшего первый платный кинопоказ на бульваре Капуцинок в Париже[13][14][75].
9. ↑  Существует ещё один некаталогизированный вариант, изображающий ту же сцену, впервые показанный 10 и 12 ноября в Брюсселе, Бельгия. Помимо этого, летом 1897 года неизвестным оператором был сделан ремейк, включённый в «Каталог видов…» под № 679[84].
10. ↑  На заднем плане справа виднеется вход в имение Люмьеров «Кло де пляж»[92].
11. ↑  Оригинальное название указано в современной орфографии. До 1927 года использовалось написание Cannebière[98].
12. ↑  Существовала ещё одна некаталогизированная и несохранившаяся версия этого фильма, впервые показанного в Лионе 29 марта 1896 года, а затем в Эпинале[100].
13. ↑  Ремейк двух некаталогизированных и несохранившихся фильмов, снятых на том же месте, один из которых был впервые показан в Лионе 26 января 1896 года[109].
14. ↑  Ремейк фильма, снятого в 1896 году и показанного 7 июня 1896 года в Белграде, Сербия, а затем 26 ноября 1896 года во Вьене[123].
15. ↑  Ремейк некаталогизированного и несохранвшегося фильма, снятого на том же месте и впервые показанного в Сент-Этьене 25 апреля 1896 года[126].
16. ↑  Ремейк одноимённого некаталогизированного фильма, показанного вторым на первом платном сеансе[9].